# Doppio gioco
L'espressione doppio gioco, nello spionaggio, indica il ruolo dell'agente segreto che, fingendosi appartenente a una determinata organizzazione, fornisce segretamente delle informazioni ai suoi reali alleati.

## Caratteristiche
L'agente doppiogiochista (in inglese double agent) è un infiltrato che ottenendo la fiducia del proprio bersaglio raggiunge parallelamente gli obiettivi a lui necessari con maggiore facilità. Il doppio gioco sovente può essere il risultato di un accordo tra un'organizzazione e un agente catturato di un'altra organizzazione, il quale viene spinto a lavorare a loro favore in cambio della sua incolumità. Altrimenti può derivare dalla corruzione di agenti già appartenenti all'organizzazione su cui deve essere effettuata l'operazione di spionaggio.

## Utilizzo
Gli agenti doppiogiochisti sono spesso utilizzati per trasmettere informazioni false o per identificare agenti segreti nemici.
Se il ruolo dell'agente doppiogiochista si ribalta nuovamente, esso dà allora luogo a un triplo gioco, quadruplo gioco e così via, a seconda del numero di volte in cui l'agente effettua un cambiamento di fazione.

## Esempi nella storia

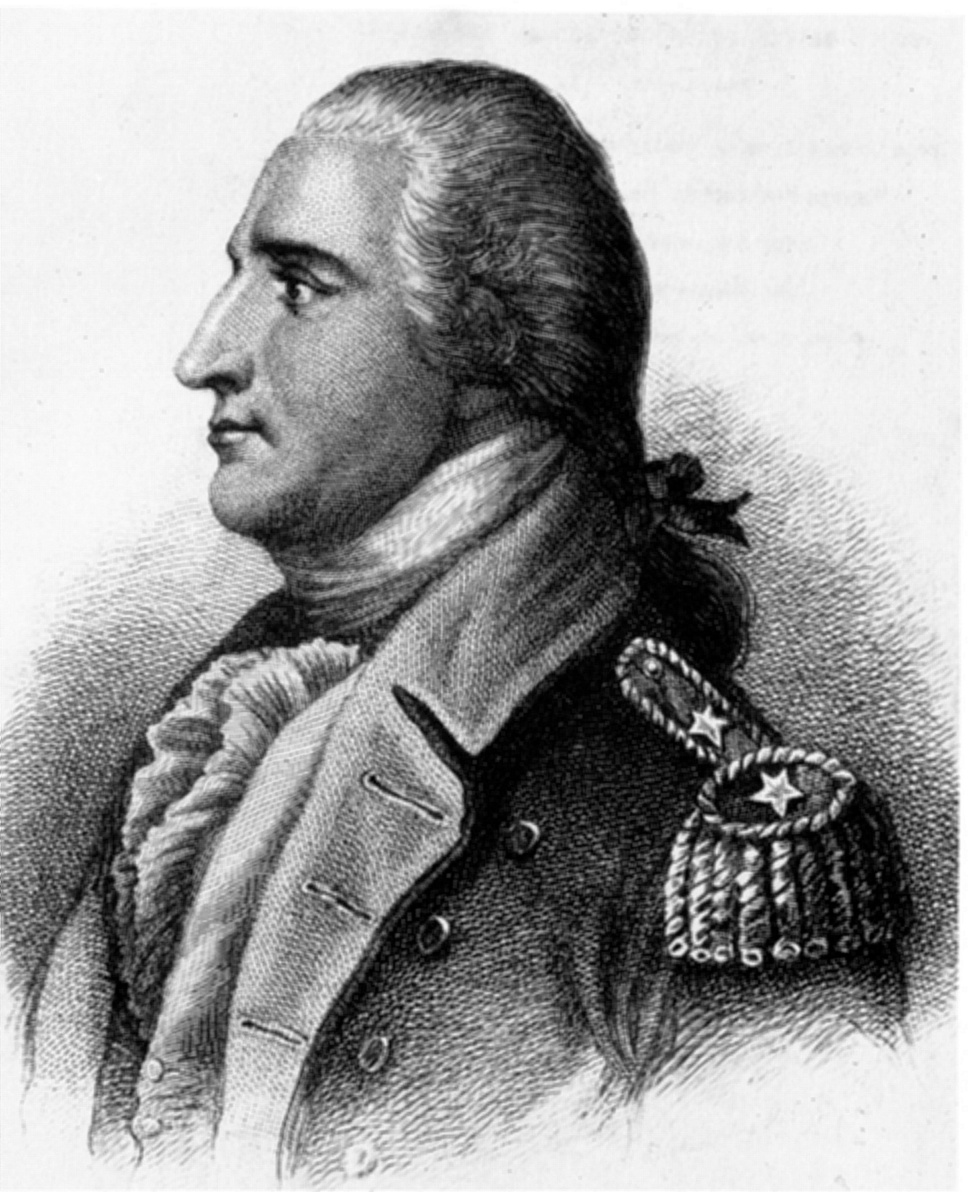
Benedict Arnold

Di seguito degli esempi di doppio gioco nella storia:
- Annibale già possedeva spie doppiogiochiste ai tempi dell'antica Roma.[1]
- Il caso Rosenberg che, in pieno maccartismo, riguardò uno scambio di informazioni da parte dei due coniugi statunitensi, Julius e Ethel Rosenberg, in favore dell'Unione Sovietica.
- Benedict Arnold, che durante la rivoluzione americana da generale statunitense passò informazioni militari agli inglesi.